# 静岡県草薙総合運動場
静岡県草薙総合運動場（しずおかけん くさなぎそうごううんどうじょう）は、静岡県静岡市駿河区にあるスポーツ施設群を有する都市公園（運動公園）である。施設は静岡県が所有し、東京ドーム（東京ドーム、東急コミュニティー、静鉄プロパティマネジメントによる事業体）が指定管理者として運営管理を行っている。

## 歴史
1930年7月15日、静岡電気鉄道（現静岡鉄道）が草薙球場を開設（1939年に県移管）。1957年の国民体育大会の開催を機にスポーツ施設が整備された。静岡県における県大会の会場となることが多い。
2010年度からリニューアル事業が開始され、硬式野球場の改修、屋内運動場の新設、体育館の建て替えなどが行われた。

## 運動場内の主な施設
- 静岡県草薙総合運動場陸上競技場（日本陸上競技連盟第1種公認）
- 補助競技場（日本陸上競技連盟第3種公認）
- 静岡県草薙総合運動場球技場
- 静岡県草薙総合運動場硬式野球場
- 軟式野球場
- 静岡県草薙総合運動場体育館（旧体育館は2015年3月末日で閉館、新体育館が2015年4月2日にグランドオープン）
- 屋内運動場
- 庭球場
- 屋内水泳場
- 児童プール
- 自由広場
  - ユリノキ広場
  - エノキ広場

## アクセス
- 静鉄県総合運動場駅から徒歩9分[4]。
- しずてつジャストライン44県立美術館線「草薙野球場南」停留所から徒歩約3分。（東海道新幹線・JR東海道線静岡駅から44県立美術館行バスで約25分。JR東海道線東静岡駅から44県立美術館行バスで約10分。）